# The Senior Open Championship
Die Senior Open Championship, oder einfach The Senior Open (ursprünglich auch Senior British Open) ist ein Profi-Golf-Turnier für Herren über 50 Jahre. Es wird vom Royal and Ancient Golf Club of St Andrews organisiert. Erstmals wurde das Turnier 1987 ausgetragen und wurde 1992 Bestandteil der European Seniors Tour. Seit 2003 gilt es als das fünfte Golf Major Turnier der Champions Tour.

## Sieger
| Year                                                                        | Austragungsort            | Sieger                  | Nationalität       | Score | Score | Score | Score | Score       |
| Year                                                                        | Austragungsort            | Sieger                  | Nationalität       | R1    | R2    | R3    | R4    | Total       |
| --------------------------------------------------------------------------- | ------------------------- | ----------------------- | ------------------ | ----- | ----- | ----- | ----- | ----------- |
| 2019                                                                        | Royal Lytham & St. Annes  | Bernhard Langer         | Deutschland        | 71    | 67    | 70    | 66    | 274 (−6)    |
| 2018                                                                        | St Andrews                | Miguel Ángel Jiménez    | Spanien            | 68    | 67    | 72    | 69    | 276 (−12)   |
| 2017                                                                        | Royal Porthcawl Golf Club | Bernhard Langer         | Deutschland        | 69    | 74    | 65    | 72    | 280 (−4)    |
| 2016                                                                        | Carnoustie Golf Links     | Paul Broadhurst         | England            | 75    | 66    | 68    | 68    | 277 (−11)   |
| 2015                                                                        | Sunningdale Golf Club     | Marco Dawson            | Vereinigte Staaten | 65    | 67    | 68    | 64    | 264 (−16)   |
| 2014                                                                        | Royal Porthcawl Golf Club | Bernhard Langer         | Deutschland        | 65    | 66    | 68    | 67    | 266 (−18)   |
| 2013                                                                        | Royal Birkdale Golf Club  | Mark Wiebe              | Vereinigte Staaten | 70    | 65    | 70    | 66    | 271 (−9)PO  |
| 2012                                                                        | Turnberry Golf Club       | Fred Couples            | Vereinigte Staaten | 72    | 68    | 64    | 67    | 271 (−9)    |
| 2011                                                                        | Walton Heath Golf Club    | Russ Cochran            | Vereinigte Staaten | 72    | 70    | 67    | 67    | 276 (−12)   |
| 2010                                                                        | Carnoustie Golf Links     | Bernhard Langer         | Deutschland        | 67    | 71    | 69    | 72    | 279 (−5)    |
| 2009                                                                        | Sunningdale Golf Club     | Loren Roberts           | Vereinigte Staaten | 66    | 68    | 67    | 67    | 268 (−12)PO |
| 2008                                                                        | Royal Troon Golf Club     | Bruce Vaughan           | Vereinigte Staaten | 68    | 71    | 69    | 70    | 278 (−6)    |
| The Senior Open Championship presented by Aberdeen Asset Management         |                           |                         |                    |       |       |       |       |             |
| 2007                                                                        | Muirfield                 | Tom Watson              | Vereinigte Staaten | 70    | 71    | 70    | 73    | 284 (E)     |
| The Senior British Open Championship presented by Aberdeen Asset Management |                           |                         |                    |       |       |       |       |             |
| 2006                                                                        | Turnberry                 | Loren Roberts           | Vereinigte Staaten | 65    | 65    | 69    | 75    | 274 (−6)PO  |
| 2005                                                                        | Royal Aberdeen Golf Club  | Tom Watson              | Vereinigte Staaten | 75    | 71    | 64    | 70    | 280 (−4)PO  |
| The Senior British Open Championship presented by MasterCard                |                           |                         |                    |       |       |       |       |             |
| 2004                                                                        | Royal Portrush Golf Club  | Pete Oakley             | Vereinigte Staaten | 73    | 68    | 73    | 70    | 284 (−4)    |
| Senior British Open presented by Mastercard                                 |                           |                         |                    |       |       |       |       |             |
| 2003                                                                        | Turnberry                 | Tom Watson              | Vereinigte Staaten | 66    | 67    | 66    | 64    | 263 (−17)PO |
| 2002                                                                        | Royal County Down         | Noboru Sugai            | Japan              | 67    | 67    | 73    | 74    | 281 (−3)    |
| 2001                                                                        | Royal County Down         | Ian Stanley             | Australien         | 70    | 69    | 70    | 69    | 278 (−6)PO  |
| 2000                                                                        | Royal County Down         | Christy O’Connor junior | Irland             | 69    | 68    | 70    | 68    | 275 (−9)    |
| Senior British Open                                                         |                           |                         |                    |       |       |       |       |             |
| 1999                                                                        | Royal Portrush            | Christy O’Connor junior | Irland             | 76    | 69    | 68    | 69    | 282 (−6)    |
| 1998                                                                        | Royal Portrush            | Brian Huggett           | Wales              | 71    | 70    | 71    | 71    | 283 (−5)PO  |
| 1997                                                                        | Royal Portrush            | Gary Player             | Südafrika          | 68    | 70    | 72    | 68    | 278 (−10)PO |
| 1996                                                                        | Royal Portrush            | Brian Barnes            | Schottland         | 72    | 65    | 66    | 74    | 277 (−11)   |
| 1995                                                                        | Royal Portrush            | Brian Barnes            | Schottland         | 67    | 67    | 77    | 70    | 281 (−7)PO  |
| 1994                                                                        | Royal Lytham & St. Annes  | Tom Wargo               | Vereinigte Staaten | 73    | 68    | 68    | 71    | 280 (−8)    |
| 1993                                                                        | Royal Lytham & St. Annes  | Bob Charles             | Neuseeland         | 73    | 73    | 71    | 74    | 291 (+7)    |
| 1992                                                                        | Royal Lytham & St. Annes  | John Fourie             | Südafrika          | 75    | 67    | 71    | 69    | 282 (−2)    |
| 1991                                                                        | Royal Lytham & St. Annes  | Bobby Verwey            | Südafrika          | 70    | 74    | 71    | 70    | 285 (−1)    |
| 1990                                                                        | Turnberry                 | Gary Player             | Südafrika          | 69    | 65    | 71    | 75    | 280 (E)     |
| 1989                                                                        | Turnberry                 | Bob Charles             | Neuseeland         | 70    | 68    | 65    | 66    | 269 (−11)   |
| 1988                                                                        | Turnberry                 | Gary Player             | Südafrika          | 65    | 66    | 72    | 79    | 272 (−8)    |
| 1987                                                                        | Turnberry                 | Neil Coles              | England            | 66    | 73    | 67    | 73    | 279 (−1)    |